# Plagiobothrys kunthii
Plagiobothrys kunthii là loài thực vật có hoa trong họ Mồ hôi. Loài này được (Walp.) I.M. Johnst. miêu tả khoa học đầu tiên năm 1923.